# The Definitive Collection (Bobby Brown-album)
A The Definitive Collection az amerikai R&B énekes, dalszerző Bobby Brown 1984 és 1994 közötti dalainak válogatása. Az albumon korábbi együttese a New Editionnal készült felvételei is helyet kaptak, valamint Ja Rule, Whitney Houston és Glenn Medeiros is szerepel az albumon.

## Megjelenések
CD  Geffen B0006111-02
1. Mr. Telephone Man (performed by New Edition) - 4:00
2. Girlfriend - 4:09
3. Girl Next Door - 4:06
4. Don't Be Cruel - 4:54
5. My Prerogative - 4:32
6. Roni - 4:32
7. Every Little Step - 4:01
8. On Our Own - 4:31
9. Rock Wit'cha - 4:18
10. She Ain't Worth It (Featuring: Glenn Medeiros) - 3:36
11. Humpin' Around (Video Edit) - 4:24
12. Something In Common (With Whitney Houston) - 4:28
13. Good Enough - 3:58
14. Get Away - 4:38
15. That's The Way Love Is - 4:07
16. You Don't Have To Worry (Album Version)(performed by New Edition) - 4:42
17. Feelin' Inside - 4:09
18. Thug' Lovin (Radio Edit) (Featuring: Ja Rule) - 4:32